# کلویی (فیلم)
کلویی (به انگلیسی: Chloe) نام فیلمی درام-مهیج محصول ۲۰۰۹ کانادا است. این فیلم را آتوم اگویان کارگردانی کرده‌است. جولین مور، لیام نیسون، آماندا سیفرید در این فیلم بازی کرده‌اند.
کلویی آخرین فیلم آتوم آگویان بسیاری از تم‌های این کارگردان کانادایی را تکرار می‌کند. اگویان در کلویی بار دیگر به سراغ عشق عقده‌وار و بیمارگونه‌ای می‌رود که همیشه یکی از درونمایه‌های اصلی فیلم‌هایش بوده‌است.

## خلاصه داستان
حوادث کلویی حول محور سوء تفاهمی شکل می‌گیرد که میان یک زن و شوهر به وجود می‌آید. کاترین استوارت (جولیان مور) پزشک زنان است و دیوید (لیام نیسون)، شوهر او، یک استاد دانشگاه. کاترین به دیوید مظنون است و تصور می‌کند که او با شاگردان جوانش رابطهٔ جنسی دارد.
این تصور چنان کاترین را عذاب می‌دهد که او تصمیم می‌گیرد سر از کار شوهرش درآورد. به همین دلیل، کاترین روسپی جوان و فوق‌العاده زیبایی به نام کلویی (آماندا سیفرید) را استخدام می‌کند تا حقیقت را در بارهٔ شوهرش کشف کند…